# Дзинусигами
Дзинусигами (яп. 地主神), также известные как дзигами (яп. 地神), тотигами (яп. 土地神), ти-но ками (яп. 地の神) или дзинусисама (яп. 地主様) — древние божества синто, ками какой-либо области. Их история восходит как минимум к девятому веку, хотя возможно вера в них существовала и раньше. Первоначально дзинусигами ассоциировались с новыми местами, пригодными для поселения. Поселенцы создавали храмы в честь подобных местных ками дабы получить благословение и разрешение божества или же привязать его к данной местности, дабы ками на вмешивался в дела живущих поблизости людей и не проклял их. В роли дзинусигами могли почитать как предков первоначальных поселенцев данной области, так и предков клана. Если человек собирается использовать принадлежащую дзинусигами землю, он должен сначала задобрить его. Соответствующий обряд до сих пор проводится даже при строительстве атомной электростанции или космодрома.